# Championnat de France de basket-ball de Nationale masculine 1
Pour les articles homonymes, voir Nationale 1.
Le championnat de France de basket-ball de Nationale masculine 1, aussi désignée sous le sigle NM1, est le troisième échelon du basket français derrière la Pro A et la Pro B. La NM1 est la plus haute division gérée seulement par la Fédération française de basket-ball. C'est une compétition annuelle mettant aux prises vingt-huit clubs de basket-ball en France ayant pour statut amateur. Nommé « Honneur » de 1949 à 1959, le championnat prend le nom de « Fédérale 1 » de 1959 à 1973, puis de « Nationale 3 » entre 1973 et 1987, de « Nationale 2 » entre 1987 et 1998, ainsi que de « Nationale 1 » depuis 1998.
Depuis la saison 2009-2010 le championnat se joue en une saison régulière suivi de play-offs avec une seule poule de 18 équipes, alors que depuis 1998 cela n'existait plus, pendant l'appellation « Nationale 2 » il y en avait entre les deux premiers de chaque poules de 16 clubs.

## Historique
Le championnat de France de basket-ball se commence à se disputer après la Seconde Guerre mondiale. Dès la première édition en 1950-1951, un champion est désigné. Jusqu'en 1963, le championnat se nomme Honneur. À partir de 1964, un nouveau nom est donné à la Nationale 1 actuelle : Fédérale 1. Malgré ses changements de nom et d'organisation, le championnat reste toujours amateur. Neuf ans après, le championnat devient Nationale 3 pendant 13 ans jusqu'en 1987. Lors de l'appellation Nationale 2, le championnat commence peu à peu à se faire connaître. Le championnat est alors disputé en deux phases : une saison régulière suivie d'un final four entre les deux premiers des deux poules. 
Quelques années plus tard le championnat change de nouveau de nom pour porter son nom actuel, Nationale 1. Le championnat est le troisième échelon du basket français. Il n'y a désormais plus qu'une seule poule au lieu de deux lors de l'appellation Nationale 2 du championnat. 
Le championnat est formé d'une seule poule de 18 clubs. Depuis la saison 2009-2010, le championnat se déroule en une saison régulière avec des play-offs entre les équipes classées de la 2e à la 9e place, le premier de la phase régulière étant automatiquement promu. Les quarts de finale se déroulent dans la salle du mieux classés des deux équipes et un final four entre les vainqueurs de ce premier tour se déroule dans la salle du deuxième de la saison régulière sur deux jours. 
Mais lors de la saison 2010-2011, le président de la Fédération française de basket-ball, Jean-Pierre Siutat a soumis l'idée de la formation d'un championnat avec deux poules.

## Organisation du championnat

### Historique
La formule retenue pour la désignation du champion de France de basket-ball et le nombre de clubs qui participent à la compétition ont changé à plusieurs reprises. Dans la plupart des éditions depuis 1987 jusqu'en 1998, le championnat se déroule en deux phases :
- une phase appelée saison régulière où chaque équipe s'affronte en match aller et retour, dans deux poules de 16 équipes ;
- un final-four entre les deux premières équipes des deux poules en match aller-retour, suivi d'une finale à match unique dans une salle neutre.

Depuis la saison 2009-2010, le premier de la saison régulière est déclaré champion de France de Nationale 1, et accède directement à la Pro B, les équipes classées de 2 à 9 s'affronteront en play-off pour obtenir le deuxième ticket pour l'étage supérieur. Les quarts de finale se disputent sur un match, sur le parquet du mieux classé.Ces deux montées remplacent les deux relégués de pro B. 
- le deuxième affronte le neuvième (match 1)
- le troisième affronte le huitième (match 2)
- le cinquième affronte le sixième(match 3)
- le quatrième affronte le septième (match 4)

Un Final Four oppose les quatre équipes rescapées chez le champion de la saison régulière. Demi-finales et finale se disputent sur un match unique. Les quatre derniers, à part le Centre Fédéral, sont relégués en NM2, ils sont remplacés par  les quatre promus de NM2 issus des play-off du championnat de NM2.
2018-2024
Entre 2018-2019 et 2024, la compétition est organisée en trois phases distinctes.
Lors de la première phase, les équipes sont réparties en deux poules géographiques (poule A et poule B) et affrontent tous les adversaires de la poule en match aller-retour. Chaque équipe joue donc 26 matchs, étalés de fin septembre à début mars.
La deuxième phase débute ensuite avec trois groupes. Le groupe A rassemble les équipes qui ont terminé aux cinq premières places de chacune des deux poule. Le groupe B contient également dix équipes, celles qui ont terminé entre la 6e et la 10e place de chaque poule. Enfin, les quatre dernières équipes de chaque poule sont reversées dans le groupe C qui ne compte donc que huit équipes. Dans chacun des groupes, chaque équipe n’affronte que les équipes issues de l’autre poule, là aussi en match aller-retour. Les résultats face aux équipes de la même poule qui se retrouvent dans le même groupe sont conservés.
À la fin de cette phase, l'équipe terminant première du groupe A est directement promue en Pro B. Les autres équipes du groupe A et les sept premières équipes du groupe B sont qualifiées pour les playoffs. Ils se déroulent sous forme d'un tournoi à élimination directe dont le tableau est intégralement déterminé par le classement. Les huitièmes et quarts de finale sont organisés sur un même week-end. Les équipes classées 2e, 3e, 4e et 5e du groupe A accueillent chacune un de ces plateaux. Les demi-finales et la finale se disputent au meilleur des 3 matches. L'équipe vainqueur de la finale accède à la Pro B. Les accessions à la Pro B sont cependant soumises à des conditions de participation au championnat professionnel qui peuvent empêcher une équipe de monter.
Les quatre dernières équipes du groupe C, à l’exception du Pôle France sont sportivement reléguées en Nationale 2.

### Formule actuelle
La compétition est organisée en trois phases distinctes : phase 1, phase 2 et playoffs.
Lors de la première phase, les équipes sont réparties en deux poules géographiques (poule A et poule B) et affrontent tous les adversaires de la poule en match aller-retour. Chaque équipe joue donc 26 matchs, étalés de fin septembre à début mars.
La deuxième phase débute ensuite avec également deux poules : une haute et une basse. Les équipes classées aux sept premières places évoluent dans la Haute tandis que celles classés entre la 7e et  la 14e sont versées dans la Basse. Le vainqueur de la poule haute est promu en Pro B mais n'est plus automatiquement Champion : il participe aux play-offs.
Les play-offs concernent huit équipes et le vainqueur est sacré champion de France et accéde en Pro B, s’il ne s’agit pas du premier de la poule haute, sinon c'est le finaliste. Pour la relégation, ce sont les quatre derniers de la poule basse qui sont rétrogradés en NM2, hormis le Pôle France.

### Points au classement
Depuis 1987 et jusqu'à maintenant, la victoire vaut deux points et la défaite un point lors de la saison régulière.

## Palmarès
sous le nom d'Honneur
- 1950 : ASC Hellemmes
- 1951 : CEP Lorient[1]
- 1952 : SCPO Paris
- 1953 : pas disputé
- 1954 : Stade sottevillais
- 1955 : GET Vosges
- 1956 : Champagne Sports
- 1957 : CES Tours
- 1958 : Ménilmontant
- 1959 : Saint-Charles Alfortville

sous le nom de Fédérale 1
- 1960 : EBA Montbéliard
- 1961 : Rupella La Rochelle 17
- 1962 : US Pont-l'Évêque
- 1963 : JA Vichy (1)
- 1964 : JA Vichy (2)
- 1965 : US Métro
- 1966 : pas disputé
- 1967 : ASSP Neuilly-sur-Seine
- 1968 : AS Berck
- 1969 : JL Bourg-en-Bresse (1)
- 1970 : ASP Paris
- 1971 : Etoile Oignies
- 1972 : BC Montbrison (1)

sous le nom de Nationale 3
- 1974 : FC Mulhouse Basket
- 1975 : ES Avignon
- 1976 : JL Bourg-en-Bresse (2)
- 1977 : CJM Bourges
- 1978 : Élan sportif chalonnais (1)
- 1979 : Etoile Voiron
- 1980 : SI Graffenstaden
- 1981 : BC Montbrison (2)
- 1982 : US Orléans
- 1983 : OS Hyères
- 1984 : ABC Nantes
- 1985 : RCM Toulouse (1)
- 1986 : AS Tarare
- 1987 : AL Valence-sur-Baïse

sous le nom de Nationale 2
- 1988 : ASA Sceaux
- 1989 : Poissy-Chatou (1)
- 1990 : CRO Lyon
- 1991 : ESPE Châlons-en-Champagne
- 1992 : Poissy-Chatou (2)
- 1993 : Besançon BC
- 1994 : Élan sportif chalonnais (2)
- 1995 : RCM Toulouse (2)
- 1996 : JL Bourg-en-Bresse (3)
- 1997 : Rueil AC
- 1998 : AS Bondy

sous le nom de Nationale 1
- 1999 : Saint-Quentin BB (1)
- 2000 : Reims CB (1)
- 2001 : Saint-Quentin BB (2)
- 2002 : SCBA Clermont
- 2003 : SPO Rouen Basket (1)
- 2004 : UJAP Quimper
- 2005 : Boulazac Basket Dordogne
- 2006 : Union Poitiers Basket 86
- 2007 : Saint-Vallier BD
- 2008 : Olympique d'Antibes
- 2009 : Lille MBC
- 2010 : Reims CB (2)
- 2011 : JSA Bordeaux
- 2012 : Saint-Quentin BB (3)
- 2013 : BC Orchies
- 2014 : AS Monaco[2]
- 2015 : Saint-Chamond Basket
- 2016 : Blois
- 2017 : Caen BC
- 2018 : Gries Oberhoffen
- 2019 : BC Souffelweyersheim
- 2020 : Non attribué[Note 1]
- 2021 : Non attribué[Note 2]
- 2022 : Étoile Angers Basket
- 2023 : Rouen MB (2)
- 2024 : Hyères Toulon
- 2025 : Vendée Challans Basket